# Odostemon wilcoxii
Odostemon wilcoxii là một loài thực vật có hoa trong họ Hoàng mộc. Loài này được (Kearney) A. Heller mô tả khoa học đầu tiên năm 1911.